# Ljudmila Mihajlovna Aleksejeva
Ljudmila Mihajlovna Aleksejeva, ruska borka za človekove pravice, * 20. julij 1927, Krim, † 8. december 2018, Moskva.
Rodila se je 20. julija leta 1927 na Krimu. Diplomirala je iz zgodovine, arheologije. Kot veliko njenih indoktriniranih sovrstnikov je leta 1952 postala članica Komunistične partije Sovjetske zveze. Nanjo je zelo vplivala t. i. politična odjuga po smrti Stalina, čeprav je bila potem razočarana nad reformami Nikite Hruščova. Odkrito je začela opozarjati na nepravilnosti, celo zločine režima in terjati več demokracije in svobode. Zaradi tega so jo izključili iz komunistične partije, izgubila je službo in nadzorovati jo je začela zloglasna KGB. 12. maja leta 1976 so ustanovili moskovsko Helsinško skupino za zaščito človekovih pravic. Med ustanovitelji je bila tudi Ljudmila Aleksejeva. Oblasti so jo zato naslednje leto izgnale in ji odvzele državljanstvo. Ljudmila Aleksejeva je ostala aktivna tudi v izgnanstvu in potem v novi državi Rusiji. Za svoje delo na področju človekovih pravic je dobila številne ugledne nagrade, tudi nagrado Andreja Saharova. Še vedno je aktivna in v marsičem trn v peti zdajšnjim ruskim oblastem, saj se zavzema za dosledno spoštovanje človekovih pravic in za pravo demokracijo.